# Poecilia reticulata
Poecilia reticulata, às vezes popularmente também chamado gúpi, lebiste, barrigudinho ou guaru, é um peixe ornamental de comportamento pacífico, originário da América Central e do América do Sul, com vida de aproximadamente 2 anos, usado em exposições aquarísticas. Pertence à família dos poecilídeos e o comprimento do macho adulto é de aproximadamente 4 cm (1,6 in) comprido, enquanto que a fêmea mede 7 cm (2,8 in) comprido (quando criado em condições adequadas).
Pode ser facilmente encontrado em rios do Sudeste, Norte e Nordeste do Brasil, mesmo poluídos, sendo muitas vezes confundido por leigos com girinos, quando pequenos. Em sua forma original, possui um tom cinzento, nadadeiras curtas e alguns pontos de cor, porém a partir de cruzamentos em cativeiro costuma adquirir cores fortes, dos mais variados tons..A partir daí, existem diversas "raças", ou "matrizes", que podem ser comercializadas por um preço considerável
Em sua forma original não costuma ser utilizado para aquariofilia, sendo o lebiste propriamente dito suas variantes coloridas. É um peixe muito prolífico e fácil de criar em aquário.

## Taxonomia
Esses peixes foram descritos pela primeira vez na Venezuela como Poecilia reticulata por Wilhelm Peters em 1859 e como Lebistes poecilioides em Barbados por De Filippi em 1861. Foi nomeado Girardinus guppii por Albert Günther em homenagem a Robert John Lechmere Guppy, que enviou espécimes da espécie de Trinidad ao Museu de História Natural de Londres. Foi reclassificado como Lebistes reticulatus por Regan em 1913. Então, em 1963, Rosen e Bailey o trouxeram de volta ao seu nome original, Poecilia reticulata. Enquanto a taxonomia da espécie foi frequentemente alterada e resultou em muitos sinônimos, "guppy" continua sendo o nome comum, mesmo que Girardinus guppii seja agora considerado um sinônimo júnior de Poecilia reticulata.

## Distribuição e diversidade
Nativos do norte da América do Sul e América Central, o peixe foi introduzido no Brasil para combater a dengue e a malária. No seu ambiente natural, na América do Sul e no Caribe, são normalmente encontrados em populações isoladas, habitando pequenos riachos e lagos de diversos tamanhos.[carece de fontes?]
Espalhadas por vários países de clima tropical ou subtropical, existem também populações desses pequenos peixes formadas a partir de indivíduos que escaparam para a natureza ou que foram deliberadamente introduzidos, para ajudar a combater a doença da malária (entre as principais fontes de alimento dos lebistes encontram-se as larvas de mosquitos). Por ser um comedor de superfície e adorarem alimentos vivos como as referidas larvas e em alguns municípios, como o Rio de Janeiro, estão sendo usados para combater o mosquito da dengue com muito sucesso.

## Descrição
Poecilia reticulata exibem dimorfismo sexual. Enquanto as fêmeas do tipo selvagem têm o corpo cinza, os machos têm salpicos, manchas ou listras que podem ser de uma ampla variedade de cores. O desenvolvimento e a exibição de padrões de cores em gúpis machos geralmente se devem à quantidade de hormônio tireoidiano que eles contêm. Os hormônios tireoidianos não apenas influenciam o padrão de cores, mas também controlam a função endócrina em resposta ao ambiente. O tamanho dos gúpis varia, mas os machos têm tipicamente 1,5–4 cm (0,6–1,6 in) de comprido, enquanto as fêmeas têm 3–7 cm (1,2–2,8 in) de comprido.
Uma variedade de linhagens de chique guppy são produzidas por criadores por meio de reprodução seletiva, caracterizada por diferentes cores, padrões, formas e tamanhos de barbatanas, como pele de cobra e variedades de grama. Muitas cepas domésticas têm características morfológicas muito distintas dos antecedentes do tipo selvagem. Machos e fêmeas de muitas linhagens domésticas geralmente têm tamanho corporal maior e são muito mais ricamente ornamentados do que seus antecessores do tipo selvagem.
Gúpis têm 23 pares de cromossomos, incluindo um par de cromossomos sexuais, o mesmo número que os humanos. Os genes responsáveis pelas ornamentações dos gúpis machos estão ligados ao cromossomo Y e são hereditários.

## Histórico da nomenclatura
Talvez devido à sua grande área geográfica de propagação, foi favorecida a formação de variedades de cores e outras pequenas diferenciações no lebiste. Como na época em que o peixe foi descoberto uma das características principais que determinavam o enquadramento na nomenclatura científica era sua cor, tornou-se compreensível que o lebiste passasse a adquirir uma sinonímia incomparavelmente grande.[carece de fontes?]
O antigo museu da Academia de Ciências de Berlim recebera uma remessa de peixes (conservados), provenientes da Venezuela, que foram entregues ao funcionário da seção ictiológica, Wilhem C. h. Peters (1815-1883). Este publicou, no dia 9 de Junho de 1859, uma nota no boletim da Academia, descrevendo uma nova espécie, denominando-a Poecilia reticulata, proveniente do rio Guayre.[carece de fontes?]
Vale a pena ressalvar que a remessa de peixes só continha, entre outras espécies, um exemplar feminino de lebiste, o que parcialmente vai explicar a confusão que em seguida surgiu em torno de seu nome científico. Em 1861, o Museu de Turim recebeu alguns exemplares e Filippi (1814-1867), baseado na formação do gonopódio, que divergia bastante dos demais Poecilídeos até então conhecidos, achou correto chamá-lo de Lebistes poeciloides. Cinco anos mais tarde, Albert C. Guenther (1830-1914) deu-lhe o nome de Gyrardinus guppyi, numa homenagem ao remetente: reverendo Robert John Lechmere Guppy, que lhe mandara uma remessa coletada na Ilha de Trindade, pois achou que merecia classificação bem distinta das Poecilias.[carece de fontes?]
Ao total foram três classificações independentes do mesmo peixe. Além disso, após esse período, tendeu-se a classificar o peixe ora como espécie, ora como uma subespécie, pertencendo a um ou outro gênero.[carece de fontes?]

## Ecologia e comportamento
A variedade de padrões e cores é enorme entre as várias populações, inclusive, em linhagens albinas. Os que partilham o seu habitat com espécies de peixes predadores têm normalmente cores menos vívidas, enquanto que os que não têm de lidar com esse problema têm cores mais exuberantes. Na reprodução, os genes de peixes mais ou menos coloridos são favorecidos de acordo com este tipo de fatores.[carece de fontes?]
Pode acontecer que entre os machos da espécie haja comportamentos agressivos (por exemplo morder as barbatanas), como também acontece entre outras espécies como os platys e os cauda-de-espada, ou ocasionalmente com outras espécies de barbatanas vistosas como os escalares.[carece de fontes?]

### Acasalamento
Guppy têm o sistema de acasalamento chamado poliandria, onde as fêmeas acasalam com vários machos. O acasalamento múltiplo é benéfico para os machos porque o sucesso reprodutivo dos machos está diretamente relacionado a quantas vezes eles acasalam. O custo de acasalamentos múltiplos para os machos é muito baixo porque eles não fornecem benefício material para as fêmeas ou cuidados parentais para a prole. Por outro lado, o acasalamento múltiplo pode ser desvantajoso para as fêmeas porque reduz a eficiência do forrageamento e aumenta as chances de predação e infecção parasitária. No entanto, as fêmeas obtêm alguns benefícios potenciais do acasalamento múltiplo. Por exemplo, as fêmeas que acasalam várias vezes são capazes de produzir mais descendentes em um tempo de gestação mais curto, e seus descendentes tendem a ter melhores qualidades, como escolaridade aprimorada e habilidades de evasão de predadores.
Guppys fêmeas acasalam novamente mais ativamente e atrasam o desenvolvimento de uma ninhada quando o segundo companheiro antecipado é mais atraente do que o primeiro macho. Experimentos mostram que as fêmeas que rematam preferem um novo macho ao macho original ou um irmão do macho original com fenótipos semelhantes. A preferência das fêmeas por novos machos em recasamentos pode explicar o polimorfismo fenotípico excessivo em guppys machos.

### Predação
Gúpis têm muitos predadores, como peixes maiores e pássaros, em sua área nativa. Alguns de seus predadores comuns na natureza são Crenicichla alta, Anablepsoides hartii e Aequidens pulcher. Os corpos pequenos dos guppys e a coloração brilhante dos machos os tornam presas fáceis e, como muitos peixes, eles costumam estudar juntos para evitar a predação. A escolarização é mais favorecida pela evolução em populações de guppies sob alta pressão de predação, exercida tanto pelo tipo de predador quanto pela densidade do predador. A coloração dos guppys também evolui diferentemente em resposta à predação. Guppys machos de cores mais brilhantes têm uma vantagem no acasalamento, pois atraem mais fêmeas em geral, mas têm um risco maior de serem notados por predadores do que os machos mais opacos. Os guppys machos evoluem para uma cor mais opaca e têm menos manchas menores sob intensa predação, tanto na natureza quanto em laboratório. Gúpis fêmeas em um ambiente de alta predação também evoluem para preferir menos os machos de cores vivas, muitas vezes os rejeitando.

## Alimentação
Os lebistes podem ser alimentados várias vezes ao dia desde que seja em pequenas porções, o cardápio pode ser variado e incluir alimentos vivos como artêmias salinas ou enquitréias. Se acham também no mercado alimentos congelados (do tipo artêmias ou minhocas-de-sangue congeladas). Os alimentos industrializados também são bastante apreciados, mas sempre em pequenas porções, embora recomende-se nunca deixe sobrar comida no fundo do aquário.[carece de fontes?]
Os lebistes podem também alimentar-se de pequenos anelídeos, como minhocas pequenas, ou ainda de pão ralado.[carece de fontes?]

## Reprodução
Guppys são vivíparos altamente prolíficos. O período de gestação dos guppies varia consideravelmente, variando de 20 a 60 dias a 25 a 27 C e dependendo de vários fatores ambientais. A reprodução normalmente continua ao longo do ano, e a fêmea fica pronta para a concepção novamente rapidamente após o parto. Gúpis machos, como outros membros da família Poeciliidae, possuem uma nadadeira anal tubular modificada chamada gonopódio, localizada diretamente atrás da nadadeira ventral. O gonopódio tem uma estrutura semelhante a um canal através do qual feixes de espermatozóides, chamados espermatozeugmata, são transferidos para as fêmeas. No acasalamento cortejado, onde a fêmea mostra um comportamento receptivo após a exibição de corte do macho, o macho insere brevemente o gonopódio no poro genital da fêmea para fertilização interna. No entanto, no caso de acasalamento furtivo onde a cópula é forçada, o macho se aproxima da fêmea e empurra o gonopódio no poro urogenital da fêmea.
Dentre os peixes ornamentais é o de mais fácil reprodução e se criam de uma forma fácil, bastando colocar um trio (duas fêmeas e um macho) que logo o macho começará a cortejar as fêmeas e a fecundação ocorrerá.[carece de fontes?]
Após duas ou três semanas a fêmea ficará bem inchadinha, sendo mais fácil de perceber ao olhá-la por cima, além do fato de ela ficar com uma manchinha escura no oviduto. Quando perceber esses sinais coloque-a em um criatório separado para que quando os alevinos nascerem já tenham logo local para poderem nadar seguros (o melhor mesmo é ter o aquário com muitas plantas para os filhotes se esconder, assim evita-se que sejam devorados pelos pais).[carece de fontes?]